# Brantley (Alabama)
Brantley – miasto w Stanach Zjednoczonych, w stanie Alabama, w hrabstwie Crenshaw. W roku 2023 miasto zamieszkiwały 803 osoby, a gęstość zaludnienia wynosiła 98,2 osoby/km².